# Stenolepis ridleyi
Genre
Espèce
Stenolepis ridleyi, unique représentant du genre Stenolepis, est une espèce de sauriens de la famille des Gymnophthalmidae.

## Répartition
Cette espèce est endémique du Brésil. Elle se rencontre au Pernambouc et au Ceará.

## Description
C'est un saurien diurne et ovipare. Il est assez petit avec des pattes petites voire atrophiées.

## Étymologie
Cette espèce est nommée en l'honneur d'Henry Nicholas Ridley.

## Publication originale
- Boulenger, 1887 : Description of a new genus of lizards of the family Teiidae. Proceedings of The Zoological Society of London, vol. 1887, p. 640-642 (texte intégral).